# Sphärik
Unter Sphärik versteht man seit der griechischen Antike die Lehre von geometrischen Elementen auf der Kugel (griechisch Sfaira). 
Das wichtigste Teilgebiet der Sphärik ist die Sphärische Trigonometrie.
Die Bezeichnung ist allgemein in den letzten Jahrzehnten abgekommen, wird aber in einzelnen Disziplinen, z. B. in der Astrognosie, weiterhin verwendet.
Zu bedeutenden Vertretern des Fachgebietes in der Antike zählen
- der Astronom Theodosios von Bithynien
- der Mathematiker Menelaos
- sowie Autolykos von Pitane

und in der Neuzeit unter anderem
- Johannes Vögelin,
- Paul ver Eecke und
- Oswald Thomas.

Siehe auch:
- Sphärische Astronomie
- Meteorastronomie